# Грб Катара
Грб Катара је званични хералдички симбол Државе Катар. Грб има облик кружног амблема, а усвојен је 1976. године.
Грб се састоји од златног круга, унутар којег се налазе две укрштене сабље. Између сабљи приказан је брод (dhow), који плови на стилизованом мору, а у позадини је острво са два палмина стабла. Златни круг омеђен је кружницом у бојама националне заставе. У белом пољу стоји државно гесло на куфском писму, „Држава Катар“.
Пре овог, од 1966. је у упораби био сличан грб, који се састојао од две укрштене сабље, једне бисерне шкољке, два пламина стабла и натписа „Катар“.
Мотиви на грбу Катара налазе се и на грбовима неколико блискоисточних држава. Сабља се налази и на грбовима Саудијске Арабије и Омана, а брод на грбу Кувајта. Палмино стабло је национална биљка Саудијске Арабије.